# Molly Bartrip
Molly Bartrip (Romford, 1º giugno 1996) è una calciatrice inglese, difensore del Tottenham.

## Biografia
Molly Bartrip è nata a Romford il 1º giugno 1996. Durante l'adolescenza ha sofferto di anoressia nervosa, caratterizzata da episodi di autolesionismo.

## Carriera
Molly Bartrip ha iniziato la sua carriera da giocatrice all'età di sette anni con la squadra Under-10 del Tottenham. All'età di 11 anni ha giocato per il Charlton Athletic e pochi anni dopo si è trasferita all'academy dell'Arsenal.

### Reading (2014-2021)
Il 4 aprile 2014 Bartrip è divenuta una calciatrice del Reading, squadra militante nel neonato Women's Championship. Ha giocato quattro partite nella FA Women's League Cup ma non ha mai esordito in campionato. Il suo debutto nella competizione è avvenuto nella stagione successiva, il 23 marzo 2016, contro l'Arsenal. Ha segnato il suo primo e unico gol per il club il 1º novembre 2017 nella vittoria contro il Watford nella fase a gironi della FA WSL Cup. 

### Tottenham
Il 16 luglio 2021 ha firmato un contratto biennale con il Tottenham Hotspur. Ha giocato la sua prima partita con la nuova squadra vincendo 1-0 in campionato contro il Birmingham City.

## Statistiche

### Presenze e reti nei club
Statistiche aggiornate al 18 maggio 2024.
| Stagione         | Squadra          | Campionato       | Campionato | Campionato | Coppe nazionali | Coppe nazionali | Coppe nazionali | Coppe continentali | Coppe continentali | Coppe continentali | Altre coppe | Altre coppe | Altre coppe | Totale | Totale |
| Stagione         | Squadra          | Comp             | Pres       | Reti       | Comp            | Pres            | Reti            | Comp               | Pres               | Reti               | Comp        | Pres        | Reti        | Pres   | Reti   |
| ---------------- | ---------------- | ---------------- | ---------- | ---------- | --------------- | --------------- | --------------- | ------------------ | ------------------ | ------------------ | ----------- | ----------- | ----------- | ------ | ------ |
| 2014             | Reading          | WSL2             | 0          | 0          | FAW             | ?               | ?               | -                  | -                  | -                  | WLC         | 4           | 0           | 4      | 0      |
| 2015             | Reading          | WSL2             | 0          | 0          | FAW             | 2               | 0               | -                  | -                  | -                  | WLC         | 0           | 0           | 2      | 0      |
| 2016             | Reading          | WSL1             | 12         | 0          | FAW             | 1               | 0               | -                  | -                  | -                  | WLC         | 1           | 0           | 14     | 0      |
| 2017             | Reading          | WSL1             | 2          | 0          | -               | -               | -               | -                  | -                  | -                  | -           | -           | -           | 2      | 0      |
| 2017-2018        | Reading          | WSL1             | 6          | 0          | FAW             | 0               | 0               | -                  | -                  | -                  | WLC         | 4           | 1           | 10     | 1      |
| 2018-2019        | Reading          | WSL              | 14         | 0          | FAW             | 4               | 0               | -                  | -                  | -                  | WLC         | 4           | 0           | 22     | 0      |
| 2019-2020        | Reading          | WSL              | 4          | 0          | WC              | 1               | 0               | -                  | -                  | -                  | WLC         | 1           | 0           | 6      | 0      |
| 2020-2021        | Reading          | WSL              | 21         | 0          | WC              | 1               | 0               | -                  | -                  | -                  | WLC         | 3           | 0           | 25     | 0      |
| Totale Reading   | Totale Reading   | Totale Reading   | 59         | 0          | -               | 9               | 0               | -                  | -                  | -                  | -           | 17          | 1           | 85     | 1      |
| 2021-2022        | Tottenham        | WSL              | 22         | 0          | WC              | 1               | 0               | -                  | -                  | -                  | WLC         | 4           | 0           | 27     | 0      |
| 2022-2023        | Tottenham        | WSL              | 22         | 1          | WC              | 2               | 0               | -                  | -                  | -                  | WLC         | 4           | 0           | 28     | 1      |
| 2023-2024        | Tottenham        | WSL              | 18         | 0          | WC              | 2               | 0               | -                  | -                  | -                  | WLC         | 4           | 0           | 24     | 0      |
| Totale Tottenham | Totale Tottenham | Totale Tottenham | 62         | 1          | -               | 5               | 0               | -                  | -                  | -                  | -           | 12          | 0           | 79     | 1      |
| Totale carriera  | Totale carriera  | Totale carriera  | 121        | 1          | -               | 14+             | 0+              | -                  | -                  | -                  | -           | 29          | 1           | 164+   | 2+     |

### Cronologia presenze e reti in nazionale
Statistiche aggiornate al 21 luglio 2015.
| Cronologia completa delle presenze e delle reti in nazionale ― Inghilterra under 19 | Cronologia completa delle presenze e delle reti in nazionale ― Inghilterra under 19 | Cronologia completa delle presenze e delle reti in nazionale ― Inghilterra under 19 | Cronologia completa delle presenze e delle reti in nazionale ― Inghilterra under 19 | Cronologia completa delle presenze e delle reti in nazionale ― Inghilterra under 19 | Cronologia completa delle presenze e delle reti in nazionale ― Inghilterra under 19 | Cronologia completa delle presenze e delle reti in nazionale ― Inghilterra under 19 | Cronologia completa delle presenze e delle reti in nazionale ― Inghilterra under 19 |
| Data                                                                                | Città                                                                               | In casa                                                                             | Risultato                                                                           | Ospiti                                                                              | Competizione                                                                        | Reti                                                                                | Note                                                                                |
| ----------------------------------------------------------------------------------- | ----------------------------------------------------------------------------------- | ----------------------------------------------------------------------------------- | ----------------------------------------------------------------------------------- | ----------------------------------------------------------------------------------- | ----------------------------------------------------------------------------------- | ----------------------------------------------------------------------------------- | ----------------------------------------------------------------------------------- |
| 15-07-2014                                                                          | Tønsberg                                                                            | Inghilterra under 19                                                                | 0 – 2                                                                               | Svezia under 19                                                                     | Europeo under 19 2014                                                               | -                                                                                   |                                                                                     |
| 18-07-2014                                                                          | Mjøndalen                                                                           | Inghilterra under 19                                                                | 1 – 2                                                                               | Irlanda under 19                                                                    | Europeo under 19 2014                                                               | -                                                                                   |                                                                                     |
| 21-07-2014                                                                          | Strømmen                                                                            | Spagna under 19                                                                     | 2 – 0                                                                               | Inghilterra under 19                                                                | Europeo under 19 2014                                                               | -                                                                                   |                                                                                     |
| 04-04-2015                                                                          | Belfast                                                                             | Inghilterra under 19                                                                | 2 – 2                                                                               | Norvegia under 19                                                                   | Qual. Europeo under 19 2015                                                         | -                                                                                   |                                                                                     |
| 06-04-2015                                                                          | Belfast                                                                             | Irlanda del Nord under 19                                                           | 1 – 9                                                                               | Inghilterra under 19                                                                | Qual. Europeo under 19 2015                                                         | -                                                                                   |                                                                                     |
| 09-04-2015                                                                          | Belfast                                                                             | Svizzera under 19                                                                   | 1 – 3                                                                               | Inghilterra under 19                                                                | Qual. Europeo under 19 2015                                                         | -                                                                                   |                                                                                     |
| 15-07-2015                                                                          | Rishon LeZion                                                                       | Inghilterra under 19                                                                | 1 – 2                                                                               | Germania under 19                                                                   | Europeo under 19 2015                                                               | -                                                                                   |                                                                                     |
| 18-07-2015                                                                          | Ramla                                                                               | Inghilterra under 19                                                                | 1 – 3                                                                               | Spagna under 19                                                                     | Europeo under 19 2015                                                               | -                                                                                   | 33’                                                                                 |
| 21-07-2015                                                                          | Ramla                                                                               | Norvegia under 19                                                                   | 0 – 0                                                                               | Inghilterra under 19                                                                | Europeo under 19 2015                                                               | -                                                                                   |                                                                                     |
| Totale                                                                              |                                                                                     | Presenze                                                                            | 9                                                                                   |                                                                                     | Reti                                                                                | 0                                                                                   |                                                                                     |

| Cronologia completa delle presenze e delle reti in nazionale ― Inghilterra under 17 | Cronologia completa delle presenze e delle reti in nazionale ― Inghilterra under 17 | Cronologia completa delle presenze e delle reti in nazionale ― Inghilterra under 17 | Cronologia completa delle presenze e delle reti in nazionale ― Inghilterra under 17 | Cronologia completa delle presenze e delle reti in nazionale ― Inghilterra under 17 | Cronologia completa delle presenze e delle reti in nazionale ― Inghilterra under 17 | Cronologia completa delle presenze e delle reti in nazionale ― Inghilterra under 17 | Cronologia completa delle presenze e delle reti in nazionale ― Inghilterra under 17 |
| Data                                                                                | Città                                                                               | In casa                                                                             | Risultato                                                                           | Ospiti                                                                              | Competizione                                                                        | Reti                                                                                | Note                                                                                |
| ----------------------------------------------------------------------------------- | ----------------------------------------------------------------------------------- | ----------------------------------------------------------------------------------- | ----------------------------------------------------------------------------------- | ----------------------------------------------------------------------------------- | ----------------------------------------------------------------------------------- | ----------------------------------------------------------------------------------- | ----------------------------------------------------------------------------------- |
| 11-10-2011                                                                          | Belfast                                                                             | Inghilterra under 17                                                                | 4 – 1                                                                               | Israele under 17                                                                    | Qual. Europeo under 17 2012                                                         | -                                                                                   |                                                                                     |
| 13-10-2011                                                                          | Lurgan                                                                              | Inghilterra under 17                                                                | 2 – 1                                                                               | Irlanda del Nord under 17                                                           | Qual. Europeo under 17 2012                                                         | -                                                                                   |                                                                                     |
| 16-10-2011                                                                          | Dungannon                                                                           | Finlandia under 17                                                                  | 2 – 4                                                                               | Inghilterra under 17                                                                | Qual. Europeo under 17 2012                                                         | -                                                                                   |                                                                                     |
| 13-04-2012                                                                          | Ypres                                                                               | Inghilterra under 17                                                                | 0 – 1                                                                               | Islanda under 17                                                                    | Qual. Europeo under 17 2012                                                         | -                                                                                   |                                                                                     |
| 15-04-2012                                                                          | Ypres                                                                               | Belgio under 17                                                                     | 0 – 1                                                                               | Inghilterra under 17                                                                | Qual. Europeo under 17 2012                                                         | -                                                                                   |                                                                                     |
| 18-04-2012                                                                          | Harelbeke                                                                           | Inghilterra under 17                                                                | 0 – 1                                                                               | Svizzera under 17                                                                   | Qual. Europeo under 17 2012                                                         | -                                                                                   | 58’                                                                                 |
| 10-09-2012                                                                          | Belfast                                                                             | Inghilterra under 17                                                                | 0 – 0                                                                               | Irlanda del Nord under 17                                                           | Qual. Europeo under 17 2012                                                         | -                                                                                   |                                                                                     |
| 12-09-2012                                                                          | Castledawson                                                                        | Inghilterra under 17                                                                | 5 – 0                                                                               | Israele under 17                                                                    | Qual. Europeo under 17 2012                                                         | -                                                                                   |                                                                                     |
| 15-09-2012                                                                          | Ballymena                                                                           | Italia under 17                                                                     | 4 – 1                                                                               | Inghilterra under 17                                                                | Qual. Europeo under 17 2012                                                         | -                                                                                   |                                                                                     |
| Totale                                                                              |                                                                                     | Presenze                                                                            | 9                                                                                   |                                                                                     | Reti                                                                                | 0                                                                                   |                                                                                     |